# Liste der Kulturdenkmale in Nünchritz

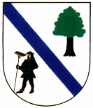
Wappen von Nünchritz

In der Liste der Kulturdenkmale in Nünchritz sind die Kulturdenkmale der sächsischen Gemeinde Nünchritz verzeichnet, die bis August 2021 vom Landesamt für Denkmalpflege Sachsen erfasst wurden (ohne archäologische Kulturdenkmale). Die Anmerkungen sind zu beachten.
Diese Aufzählung ist eine Teilmenge der Liste der Kulturdenkmale im Landkreis Meißen.

## Nünchritz
| Bild                                    | Bezeichnung                                                                      | Lage                                 | Datierung                                                           | Beschreibung | ID       |
| --------------------------------------- | -------------------------------------------------------------------------------- | ------------------------------------ | ------------------------------------------------------------------- | --- | -------- |
|                                         | Relief in der Einfriedungsmauer und Wasserstandsmarke, am Torpfeiler eingelassen | Am Ufer 10a (Karte)                  | Bezeichnet mit 1809 (Relief); bezeichnet mit 1890 (Hochwassermarke) | Sandsteinrelief mit Schiffsmotiv, ehemaliger Schlussstein, in der Hofmauer eingelassen, Zeugnis der historischen Elbschifffahrt, die Wasserstandsmarke Zeugnis früherer Elbhochwasser, ortshistorische Bedeutung. - Relief: in Bruchsteinmauer eingelassene Sandsteinplatte mit Schiffsmotiv, darüber unleserliche Buchstaben, Motiv dreier ineinander verschlungener Anker, darunter Jahreszahl 1809 - Wasserstandsmarke: weiße Metallplatte mit blauer Inschrift „Hochwasserstand 1890“ Abbruch Wohnhaus mit Nebengebäude. | 08957214 |
| Direkt Bild zu diesem Denkmal hochladen | Einfriedungsmauern zur Elbe                                                      | Am Ufer 15, 16, 17a, 17b, 18 (Karte) | 19. Jahrhundert                                                     | Die Bruchsteinmauer zieht sich in Richtung Grödel parallel zur Elbe an den Hofrückseiten entlang, als örtliche Besonderheit zum Schutz gegen Elbe-Hochwasser von ortsgeschichtlicher Bedeutung. Die Bruchsteinmauer ist verputzt und etwa ein bis zwei Meter hoch. | 08957226 |
| Weitere Bilder                          | Turmholländer der Windmühle Grödel                                               | Am Ufer 24 (Karte)                   | 1804                                                                | Der turmartige verputzte Mühlenstumpf wird heute als Wohnhaus genutzt und ist von technikgeschichtlicher, ortshistorischer und landschaftsprägender Bedeutung. Das Bauwerk hat eine angeschwungene Dachhaube und gaupenartigen Öffnungen für das ehemalige Windwerk, Dachausbau und eine Wetterfahne. | 08957207 |
| Direkt Bild zu diesem Denkmal hochladen | Wohnhaus eines Bauernhofes                                                       | Berggasse 1 (Karte)                  | 1. Hälfte 19. Jahrhundert                                           | Im Obergeschoss Fachwerk, ein landschaftstypisches Bauernhaus als Teil der alten Ortsstruktur, baugeschichtlich von Bedeutung. Im Erdgeschoss massiv, das Obergeschoss Fachwerk, von drei Seiten gedämmt und verkleidet, das Dach als Krüppelwalmdach ausgeführt. | 08957219 |
|                                         | Wohnhaus                                                                         | Dorfplatz 8 (Karte)                  | Um 1900                                                             | Ein historisierendes Gebäude der Gründerzeit im Ortskern mit Anklänge vom Schweizerstil, baugeschichtlich von Bedeutung. Über dem Sockel ein zweigeschossiger Putzbau mit Mittelrisalit, ein weiter Dachüberstand auf Holzkonsolen, Schweizerstil, der seitliche Eingangsbereich in Holzkonstruktion. | 08957223 |
| Direkt Bild zu diesem Denkmal hochladen | Villa                                                                            | Meißner Straße 26 (Karte)            | 1920er Jahre                                                        | Ein Putzbau im traditionalistischen Stil der 1920er Jahre als ehemaliges Ärztehaus des Ortes baugeschichtlich und ortsgeschichtlich von Bedeutung. Über dem gemauerten Sockel ein zweigeschossiger Putzbau, zur Straßenseite ein flacher Mittelrisalit mit Gurtgesims und rundbogigen Zwillingsfenstern, im Erdgeschoss Fensterläden, ein flaches Walmdach, originale Fenster. | 08957222 |
|                                         | Denkmal für die Gefallenen des Ersten Weltkrieges                                | Riesaer Straße (Karte)               | 1926                                                                | Denkmal von ortshistorischer Bedeutung. Auf einem zweistufigen Sockel ein roter Granitkubus, nach oben auskragender Abschluss mit vier Symbolen (Motiven): Zweimal Eisernes Kreuz, Stern mit Sonnenstrahlen, römisches Kreuz mit eherner Schlange, auf drei Seiten des Kubus Namen der Gefallenen, eine Inschrift. | 08957212 |
|                                         | Sowjetisches Ehrenmal                                                            | Riesaer Straße (Karte)               | 1945–1946                                                           | Als Begräbnisort von 17 Sowjetsoldaten von historischer Bedeutung. Ein zweistufiger Sockel mit Einfriedungs-Eckpfosten, darauf ein großer Steinquader mit aufgesetztem Obelisk, alles weiß getüncht, an der Vorder- und Rückansicht zwei graue Granitplatten mit Inschrift in russischer Sprache, auf Obelisk Roter Stern mit Hammer und Sichel, die Einfriedung bestehend aus zwei Beeten und Nadelgehölzen. In einem Gemeinschaftsgrab ruhen 15 Soldaten, in einem Lazarett verstorben, Teilnehmer der Frühjahrskämpfe 1945. Auf dem Gemeinschaftsgrab ein Denkmal auf einer Plattform, an den vier Seiten niedrige Obeliske, hoher Sockel, an der Vorderseite Tafel mit ehrendem Text, Namen und Daten. Darüber oben abgestumpfter Obelisk, an der Vorderseite Sowjetstern mit Hammer und Sichel. Material: Beton, verputzt. Höhe ca. 500 cm. | 08957213 |

## Diesbar-Seußlitz
| Bild                                    | Bezeichnung | Lage                                                                | Datierung | Beschreibung | ID       |
| --------------------------------------- | --- | ------------------------------------------------------------------- | --- | --- | -------- |
| Weitere Bilder                          | Wohnstallhaus (Doppelwohnhaus, ehemaliges Winzerhaus = Nr. 8), Bruchsteinmauer mit Treppe (vor Nr. 7) | Am Brummochsenloch 7, 8 (Karte)                                     | Laut Auskunft 1742 | Das ehemalige Winzerhaus gilt als bauliches Zeugnis für den jahrhundertelangen Weinanbau an der Elbe und ist baugeschichtlich und ortsgeschichtlich von Bedeutung. Es hat einen langgestreckten Baukörper, das Fachwerk ist massiv untersetzt, das Dach als Krüppelwalmdach mit Fledermausgaupen. Weinspaliere. | 09271404 |
| Direkt Bild zu diesem Denkmal hochladen | Wohnhaus | Am Brummochsenloch 17 (Karte)                                       | 1. Hälfte 19. Jahrhundert                                                                                                | Der schlichte Putzbau mit Krüppelwalmdach ist baugeschichtlich von Bedeutung und steht giebelständig zur Dorfstraße. | 09271405 |
| Direkt Bild zu diesem Denkmal hochladen | Wohnhaus (ehemaliges Winzerhaus) mit Anbau im Winkel sowie Einfriedungsmauer | Am Brummochsenloch 18 (Karte)                                       | Bezeichnet mit 1836 | Obergeschoss Fachwerk, schönes Türportal, baugeschichtlich von Bedeutung. Fachwerk, massiv untersetzt, Krüppelwalmdach, älterer Kern. | 09271406 |
|                                         | Wohnhaus, Scheune, zwei Wirtschaftsgebäude (mit Weinkeller und Weinpresse) und Toranlage eines Weingutes sowie hölzerne Handspindelpresse im Hof | Am Brummochsenloch 21 (Karte)                                       | Bezeichnet mit 1842 (Handspindelpresse); 2. Hälfte 19. Jahrhundert (Weingut)                                             | Wohnhaus Obergeschoss Fachwerk, Fachwerk-Scheune, ortstypisches, heimatgeschichtlich interessantes Denkmal der Produktionsgeschichte mit Erlebnis- und Erinnerungswert, singuläres Beispiel, Zeugnis des jahrhundertealten Weinbaus in der Elbregion. Handspindelpresse bezeichnet im Querbalken mit „CS 1842“. | 09271452 |
| Weitere Bilder                          | Schloss Diesbar-Seußlitz (Sachgesamtheit) | An der Weinstraße 1, 1a, 2, 3, 4, 5, 6, 7, 10 (Forststraße) (Karte) | 18. Jahrhundert (Schlossanlage und französischer Barockgarten); Ende 18. Jahrhundert (englischer Park)                   | Sachgesamtheit Schloss Diesbar-Seußlitz, mit folgenden Einzeldenkmalen: Schloss (mit Schlosskirche, Nr. 1, einschließlich Inventar), Wirtschaftshof mit Wirtschaftsgebäuden (Nr. 2–7), die zwischen Schloss und Wirtschaftshof liegenden Terrassen mit Balustraden, Presshaus (Nr. 1a), Orangerie nordwestlich des Schlossgartens, wertvolle historische Grabmale und Denkmal für die Gefallenen des Ersten Weltkrieges auf dem Kirchhof, die so genannte Luisenburg mit Weinberg, der Gartenpavillon an der Forststraße, die Skulpturen der vier Jahreszeiten (Originale) im Schlossgarten, der Teich im Schlosspark und die gesamte Einfriedung des Schlosskomplexes mit Toranlage (siehe 09271394, An der Weinstraße 1–7), Orangerie und Einfriedungsmauer der Gärtnerei (siehe 09304098, An der Weinstraße 10), die so genannte Heinrichsburg (Gartenhaus) mit einer über barockem Terrassengarten geführter Treppenanlage sowie Sandsteinskulpturen der Zwölf Monate (Kopien) auf den Treppenpfeilern (siehe 09271394, Forststraße) und weiterhin die Gärtnerei mit Wohnhaus (An der Weinstraße 10), der Schloss-Innenhof und der Kirchhof (An der Weinstraße 1–7) sowie die Allee nach der Elbe als Sachgesamtheitsteil sowie der französische Schlossgarten und der sich daran anschließende englische Schlosspark (als Gartendenkmal); barock geprägtes Ensemble von hoher Originalität mit baugeschichtlicher, geschichtlicher, künstlerischer und landschaftsprägender Bedeutung | 09300219 |
| Weitere Bilder                          | Schloss (mit Schlosskirche, Nr. 1, einschließlich Inventar), Wirtschaftshof mit Wirtschaftsgebäuden (Nr. 2–7), die zwischen Schloss und Wirtschaftshof liegenden Terrassen mit Balustraden, Presshaus (Nr. 1a), Orangerie nordwestlich des Schlossgartens, wertvolle historische Grabmale und Denkmal für die Gefallenen des Ersten Weltkrieges auf dem Kirchhof, die so genannte Luisenburg mit Weinberg, der Gartenpavillon an der Forststraße, die Skulpturen der vier Jahreszeiten (Originale) im Schlossgarten, der Teich im Schlosspark und die gesamte Einfriedung des Schlosskomplexes mit Toranlage (Einzeldenkmale der Sachgesamtheit 09300219) | An der Weinstraße 1, 1a, 2, 3, 4, 5, 6, 7 (Karte)                   | 1268–1272 (Klarissenkloster); 1. Hälfte 16. Jahrhundert (Schnitzrelief); 1722–1738 (Schloss); 1807 (Orgel); 1911 (Vasen) | Einzeldenkmale der Sachgesamtheit Schloss Diesbar-Seußlitz; bemerkenswerte barocke Schlossanlage von überregionaler Bedeutung, baugeschichtlich, künstlerisch und landschaftsprägend sowie gartenkünstlerisch von Bedeutung | 09271403 |
| Direkt Bild zu diesem Denkmal hochladen | Orangerie und Einfriedungsmauer der Gärtnerei (Einzeldenkmale der Sachgesamtheit 09300219) | An der Weinstraße 10 (Karte)                                        | 1. Hälfte 19. Jahrhundert                                                                                                | Einzeldenkmale der Sachgesamtheit Schloss Diesbar-Seußlitz; baugeschichtlich und gartenkünstlerisch von Bedeutung | 09304098 |
|                                         | Gasthof „Seußlitzer Hof“ mit angebautem Ballsaal | An der Weinstraße 15 (Karte)                                        | 1905 | Aufwendig gegliedertes Gründerzeitgebäude, baugeschichtlich und ortsgeschichtlich von Bedeutung. Heute als Speiseraum eingerichtet, Bühne noch erhalten, Sandsteinornamentik, Mittelachse risalitartig vorgezogen, Bekrönung mit Dreiecksgiebel, Ballsaal mit Rundbogenfenstern. | 09271393 |
| Direkt Bild zu diesem Denkmal hochladen | Wohnstallhaus | An der Weinstraße 18 (Karte)                                        | Bezeichnet mit 1902, im Kern wohl älter                                                                                  | Gründerzeitlicher Putzbau mit Zwillingsfenster im Giebel, markantes ländliches Gebäude, baugeschichtlich von Bedeutung. Obergeschoss verbrettert (?), Holzveranda(?). | 09271447 |
| Direkt Bild zu diesem Denkmal hochladen | Wohnstallhaus eines Bauernhofes | An der Weinstraße 20 (Karte)                                        | Bezeichnet mit 1828 | Obergeschoss Fachwerk verputzt, baugeschichtlich von Bedeutung. Erdgeschoss massiv, Krüppelwalmdach, im Türstock bezeichnet mit 1828. | 09302384 |
| Direkt Bild zu diesem Denkmal hochladen | Scheune | An der Weinstraße 23 (neben) (Karte)                                | Bezeichnet mit 1857 | Gut gegliederter Putzbau mit Satteldach, baugeschichtlich und straßenbildprägend von Bedeutung. Im Drempel und am Giebel Belüftungsoculi, Giebel mit Ladeluke, Putzgliederung, großes Tor, Sandsteintürgewände mit Schlussstein, dort bezeichnet mit 1857. | 09302385 |
| Direkt Bild zu diesem Denkmal hochladen | Ehemaliges Weingut mit Seitengebäude, Torpfeilern und Einfriedungsmauer sowie Gartenterrasse (Lehmanns Weinstuben, ehemals Seußlitzer Weinstuben) | An der Weinstraße 26 (Karte)                                        | Bezeichnet mit 1839 (Schlussstein)                                                                                       | Zeugnis des jahrhundertealten Weinbaus in der Elbregion, baugeschichtlich und ortsgeschichtlich von Bedeutung, heute Restaurant | 09271391 |
|                                         | Wohnhaus eines Weingutes, mit zwei Gartenlauben sowie Torpfeilern und Einfriedung | An der Weinstraße 28 (Karte)                                        | 1. Drittel 19. Jahrhundert                                                                                               | Zeugnis des jahrhundertealten Weinbaus in der Elbregion, ortsbildprägend nahe der Elbe, baugeschichtlich von Bedeutung. Krüppelwalmdach, Fledermausgaupen, Außendämmung verunstaltet Baukörper, Einscheibenfenster, Einfriedung teilweise original erhalten. | 09271451 |
|                                         | Ehemaliges Forsthaus mit Garten und Torpfeiler | Bergstraße 6 (Karte)                                                | 1885–1886 | Gründerzeitgebäude mit reich gestaltetem Fachwerk-Obergeschoss, baugeschichtlich und ortsgeschichtlich von Bedeutung. Fachwerk, hölzerner Vorbau mit Eingangsportal, zwei Holzbalkone und Holzterrasse, Bauakte bei der Gemeindeverwaltung, heute Kindergarten. | 09271397 |
|                                         | Wohnstallhaus, Scheune, Brunnen mit Handschwengelpumpe im Hof sowie Stützmauer eines Bauernhofes | Bergstraße 7 (Karte)                                                | Bezeichnet mit 1831 | Wohnstallhaus mit Fachwerk-Obergeschoss und Segmentbogenportal, baugeschichtlich und wirtschaftsgeschichtlich von Bedeutung. - Wohnstallhaus: Krüppelwalmdach mit Fledermausgaupe, Taubenschlag am Dachgesims - Scheune: massiv aus Bruchsteinen | 09271398 |
|                                         | Wohnhaus, mit hinterem Anbau | Bergstraße 11 (Karte)                                               | 1760 (Dendro) | Ehemals Winzerhaus oder Häuslerei, Rundbogen-Zwillingsfenster im Dachgeschoss (Giebelseite), landschaftstypisches dörfliches Gebäude, baugeschichtlich und ortsbildprägend von Bedeutung. Mit hölzernem Vorhaus, Dendrodatierung verweist auf das Jahr 1760 als Entstehungszeit, Fälldatum 1759, ein oder zwei Jahre später verbaut. | 09271400 |
|                                         | Ehemalige Schule (jetzt Wohnhaus) | Bergstraße 13 (Karte)                                               | Bezeichnet mit 1796 | Obergeschoss Fachwerk, Segmentbogenportal, baugeschichtlich und ortsgeschichtlich von Bedeutung. Krüppelwalmdach, neue Plastik-Sprossenfenster. | 09271401 |
| Weitere Bilder                          | So genannte Heinrichsburg (Gartenhaus) mit über barockem Terrassengarten geführter Treppenanlage sowie Sandsteinskulpturen der 12 Monate (Kopien) auf den Treppenpfeilern (Einzeldenkmal der Sachgesamtheit 09300219) | Forststraße (Karte)                                                 | Nach 1725 | Einzeldenkmal der Sachgesamtheit Schloss Diesbar-Seußlitz; barockes Gartenhaus in Blickbeziehung zum Schloss, baugeschichtlich, künstlerisch und landschaftsprägend von Bedeutung. - auf Bergsporn südlich des Schlosses gelegenes zweigeschossiges Gartenhaus, - nach 1725 über mittelalterlicher Wehranlage erbaut, dreiachsig mit offenen Arkaden und Walmdach, Restaurierung 1955, - davorgelegte doppelläufige Treppenanlage seitlich des barocken Terrassengartens mit Sandsteinskulpturen (Allegorien der Zwölf Monate, Kopien). Originale: Drei im Innenhof des Schlosses, zwei im Steinsaal und sieben im „Haus des Gastes“ auf dem Gelände Wehranlage | 09271394 |
|                                         | Wohnstallhaus, mit Anbau im Winkel, sowie Handschwengelpumpe im Hof und seitlicher Mauereinfriedung | Forststraße 4 (Karte)                                               | Um 1800 | Obergeschoss Fachwerk verputzt, zeit- und regionaltypisches ländliches Wohngebäude, baugeschichtlich von Bedeutung | 09271396 |
| Direkt Bild zu diesem Denkmal hochladen | Wohnhaus | Winzerhöhe 2 (Karte)                                                | Bezeichnet mit 1799 | Obergeschoss Fachwerk verbrettert, Korbbogenportal, zeit- und regionaltypisches Gebäude, baugeschichtlich von Bedeutung. Krüppelwalmdach, zweigeschossig, originale Proportionen, originaler Türstock, zwei liegende Dachfenster hofseitig, bezeichnet im Schlussstein/Türstock mit 1799. | 09271445 |

## Goltzscha
| Bild                                    | Bezeichnung                                                   | Lage               | Datierung | Beschreibung | ID       |
| --------------------------------------- | ------------------------------------------------------------- | ------------------ | --------- | --- | -------- |
| Direkt Bild zu diesem Denkmal hochladen | Denkmal für die Gefallenen des Ersten und Zweiten Weltkrieges | Dorfstraße (Karte) | Nach 1918 | Ortshistorische Bedeutung. Efeuberankter Sockel, darauf Obelisk aus Granit mit Inschrift „Zum Gedenken an unsere tapferen Helden“ und Eisernes Kreuz, Obelisk wird flankiert von zwei Sockeln mit je einer Flammenschale, dahinter mächtige Steinplatte mit Inschrift „Euch zum Gedenken/ Uns zur Mahnung“ und Namen der im Zweiten Weltkrieg Gefallenen. | 09273195 |

## Grödel
| Bild                                    | Bezeichnung | Lage                        | Datierung                               | Beschreibung | ID       |
| --------------------------------------- | --- | --------------------------- | --------------------------------------- | --- | -------- |
| Weitere Bilder                          | Grödel-Elsterwerdaer-Floßkanal (Sachgesamtheit) | Elbstraße (Karte)           | 1742–1748                               | Sachgesamtheit Grödel-Elsterwerdaer Floßkanal, Verlauf von der Elbe in Grödel, durch Glaubitz (siehe Sachgesamtheit 08959120), Wülknitz (siehe Sachgesamtheit 08958914), Röderaue (siehe Sachgesamtheit 09303465) bis Gröditz (siehe Sachgesamtheit 08959266) und weiter in die Schwarze Elster bei Elsterwerda, in Grödel der Kanalkopf (mit Brücke) sowie Steinbogenbrücken an einem Feldweg als Einzeldenkmale (siehe 09303993, Elbstraße) und der Floßkanal als Sachgesamtheitsteil; technikhistorische und ortsgeschichtliche Bedeutung. Als Transportweg von Bau- und Brennholz nach Dresden genutzt. - zwei einbogige Kopfsteinbrücken und Kanalkopf aus regelmäßigen grauen Granitquadern, mit Wangenmauern aus gleichem Material - Steinbogenbrücke: einbogige Brücke aus Naturstein, mit Schlussstein, teilweise verputzt, Brüstung Naturstein, verputzt | 08957205 |
| Weitere Bilder                          | Kanalkopf mit Brücke über den Floßkanal (Einzeldenkmale der Sachgesamtheit 08957205)                                                                                          | Elbstraße (Karte)           | 1745                                    | Einzeldenkmale der Sachgesamtheit Grödel-Elsterwerdaer Floßkanal; technikgeschichtlich und ortsgeschichtlich von Bedeutung. Eine weitere zum als Kulturdenkmal erfassten Kanal gehörende Steinbogenbrücke auf der Mitte zwischen dem Einlassbauwerk und der Staatsstraße (deshalb sogenannte Mittelbrücke), an einem Feldweg gelegen, wurde 2011/12 abgebrochen. | 09303993 |
| Direkt Bild zu diesem Denkmal hochladen | Einfriedungsmauerrest (ehemalige Runkelrübenzuckerfabrik) | Parkstraße 4 (Karte)        | 1836                                    | Sandsteinskulptur auf dem seitlichen Torpfeiler vermutlich Teil des gesprengten Herrenhauses, Einfriedung gehörte ehemals zu einer Zuckersiederei einer Runkelrübenzuckerfabrik, von ortshistorischer Bedeutung | 09306455 |
|                                         | Rittergut Grödel (Sachgesamtheit) | Wirtschaftshof 2, 3 (Karte) | 1511 (Rittergut); um 1860 (Gutsscheune) | Sachgesamtheit Rittergut Grödel, mit folgenden Einzeldenkmalen: zwei Seitengebäude (Wohn- und Wirtschaftsgebäude, Nr. 3 und 2), Bergkeller und Einfriedung/Stützmauer (siehe 08957206) dazu Gutspark (Gartendenkmal), sowie Scheune (neben Nr. 3) und Nebengebäude (vor Nr. 2) als Sachgesamtheitsteile; von ortshistorischer Bedeutung | 09303468 |
| Direkt Bild zu diesem Denkmal hochladen | Zwei Seitengebäude (Wohn- und Wirtschaftsgebäude, Nr. 3 und 2) des ehemaligen Rittergutes, Bergkeller und Einfriedung/Stützmauer (Einzeldenkmale der Sachgesamtheit 09303468) | Wirtschaftshof 2, 3 (Karte) | 1858                                    | Einzeldenkmale der Sachgesamtheit Rittergut Grödel; verputzte Massivbauten, ortshistorische Bedeutung. - 1. Seitengebäude: zweigeschossiger Putzbau, Sandsteinfenstergewände, Satteldach - 2. Seitengebäude: zweigeschossiger Bruchsteinbau, verputzt Sandsteinfenstergewände, Biberschwanzdeckung, turmartiger Schornsteinanbau - 3. Seitengebäude: Reste eines Wohnhauses (Wirtschaftshof Nummer 5), Bruchstein verputzt, zum Teil überformt, Krüppelwalmdach (Abbruch 2013 mit Genehmigung) - Torpfeiler mit Sandsteinskulptur (Fragment einer männlichen Figur) Scheune (Wirtschaftshof Nummer 1): eingeschossiger Putzbau, zum Teil Satteldach, zum Teil Krüppelwalmdach (Abbruch 2013 mit Genehmigung). | 08957206 |

## Leckwitz
| Bild                                    | Bezeichnung | Lage                         | Datierung | Beschreibung | ID       |
| --------------------------------------- | --- | ---------------------------- | --- | --- | -------- |
| Direkt Bild zu diesem Denkmal hochladen | Zwei Wohnhäuser (das größere mit rückwärtig angebautem Seitengebäude), Scheune und Seitengebäude (Wohnstallhaus) sowie Toreinfahrt und Einfriedungsmauer eines ehemaligen Vorwerks                                    | Dorfring 2 (Karte)           | Ende 18. Jahrhundert (großes Wohnhaus); Mitte 19. Jahrhundert (kleines Wohnhaus); 19. Jahrhundert (Seitengebäude, Wohnstallhaus) | Verputzte Massivbauten, weitestgehend original erhaltenes Hofensemble, baugeschichtlich und ortsgeschichtlich von Bedeutung. - kleines Wohnhaus (Mitte 19. Jahrhundert): zweigeschossiger Putzbau, Sandsteingewände, Putzgliederung, Ecknutung, Zwillingsfenster im Giebel, zum Teil originale Fenster - großes Wohnhaus (Ende 18. Jahrhundert): zweigeschossiger Putzbau, Bruchsteinmauerwerk, Sandsteingewände im Erdgeschoss, im Obergeschoss Rundbogenfenster mit Dreiecksgewändeabschluss, Krüppelwalmdach - Scheune (Mitte 19. Jahrhundert): Bruchstein verputzt, zwei gerade abschließende Toreinfahrten, Satteldach - Wohnstallhaus (Mitte 19. Jahrhundert): zweigeschossiger Putzbau, Bruchstein, im Stallteil Drempel, im Erdgeschoss Segmentbogentore, Sandsteingewände - Seitengebäude (Anfang 19. Jahrhundert): eingeschossiger Putzbau mit Satteldach (ursprünglich erfasst unter Nummer 1) | 09273190 |
| Direkt Bild zu diesem Denkmal hochladen | Wohnstallhaus, Torpfeiler und Einfriedungsmauer eines Bauernhofes | Dorfring 11 (Karte)          | Bezeichnet mit 1830 | Obergeschoss Fachwerk verputzt, Segmentbogenportal, Teil der alten Ortsstruktur, baugeschichtlich von Bedeutung. - Wohnstallhaus: Erdgeschoss massiv, Obergeschoss Fachwerk verputzt, Giebel massiv, Krüppelwalmdach, Biberschwanzdeckung, originale Fenster, zum Teil Winterfenster, Schlussstein bezeichnet mit „H.A. 1830“ - Seitengebäude: eingeschossiger Putzbau mit Krüppelwalmdach - Torpfeiler mit Einfriedungsmauer: Bruchstein verputzt | 09273191 |
|                                         | Denkmal für die Gefallenen des Ersten Weltkrieges | Hauptstraße (Karte)          | Nach 1918 | Ortsgeschichtlich von Bedeutung. Sandsteinsäule auf zweistufigem Sockel, bekrönt von Adler, Vorderansicht Eisernes Kreuz und Inschrift mit Namen der Gefallenen, Sandstein schwarz korrodiert. | 09273203 |
|                                         | Rosenmühle: Mühlengebäude (mit Wappen), angefügtes Wohnhaus, Seitengebäude, Scheune, Teichständer und zwei Toreinfahrten (eine mit Inschrift) sowie Hofpflasterung einer ehemaligen Wassermühle sowie Hochwassermarke | Rosenmühlenstraße 24 (Karte) | Bezeichnet mit 1755 (Mühle); bezeichnet mit 1787 (Teichständer); 1890 (Hochwassermarke)                                          | Weitgehend authentisch erhaltenes Mühlenhofensemble, ortsgeschichtlich und technikgeschichtlich von Bedeutung. - Mühlengebäude: zweigeschossiger Putzbau, über Eingang Wappen sowie über Obergeschoss mittig angelegtes Uhrenzifferblatt, Satteldach - Scheune: Putzbau mit Rund- und Segmentbogeneinfahrt, obere Einfahrt mit Rampe - Seitengebäude: zweigeschossiger Putzbau, zum Teil originale Fenster, Satteldach - Torbogen mit Eingangsspruch der Rosenmühle, Hofpflasterung aus Naturstein, Hochwassermarke von 1890 | 09273193 |

## Merschwitz
| Bild                                    | Bezeichnung | Lage                                  | Datierung                                                                                            | Beschreibung | ID       |
| --------------------------------------- | --- | ------------------------------------- | --- | --- | -------- |
| Direkt Bild zu diesem Denkmal hochladen | Grabanlage der Familie Sachse (Rittergutsbesitzer von Merschwitz) mit Einfriedung und Baumbepflanzung | Alte Schulstraße (Karte)              | 19. Jahrhundert                                                                                      | Ortshistorisch von Bedeutung. - sechs Familiengräber, bestehend jeweils aus schwarzen Granitplatten mit Inschriften, auf Sandsteinkonsolen lehnend, eingefriedet mit unregelmäßigen Granitplatten - ein Grabstein: poliertes schwarzes Granitpostament, darauf poliertes schwarzes Granitkreuz, Inschrift „Bernhard Sachse, Kgl.-Sächs. Oekonomierat, geb. 1864 in Leipzig, gest. 1914 in Zittau“ - Einfriedung: schmiedeeisernes Gitter, neun Bäume (Linden) | 09273176 |
| Direkt Bild zu diesem Denkmal hochladen | Schulgebäude, mit seitlich gelegenem Brunnen | Fährstraße 8 (Karte)                  | 1841                                                                                                 | Schlichter Putzbau, schönes Türportal mit gerader Verdachung, ortsgeschichtlich von Bedeutung. Die Schule besteht aus zwei Geschossen, fünf Achsen, Putzfassade, Sandsteinrahmungen und Satteldach. Belebung durch ein profiliertes Eingangsportal mit gerader Bedachung, Inschrift „Zu uns komme dein Reich, Jesus“. Der Brunnen ist 9 m tief und ausgemauert. | 09274673 |
| Direkt Bild zu diesem Denkmal hochladen | Wasserstandsanzeiger | Fährstraße 8 (gegenüber) (Karte)      | Bezeichnet mit 1673                                                                                  | Zeugnis des Elbhochwassers, ortsgeschichtlich von Bedeutung. Feldstein mit Datierung, in Bruchsteinmauer eingelassen (Mauer zum Grundstück Vierke). | 09273194 |
|                                         | Drei Steinkreuze (Jungfernsteine) | Hohe Straße (Karte)                   | 16./17. Jahrhundert                                                                                  | Ortsgeschichtlich von Bedeutung. Sandstein verwittert, an der alten Salzstraße befindlich. | 09273202 |
| Direkt Bild zu diesem Denkmal hochladen | Wohnhaus mit Einfriedung | Merschwitzer Elbstraße 56 (Karte)     | Um 1910, im Kern wohl älter                                                                          | Ländlicher Putzbau, hübsche Jugendstil-Fassade (Gebäude im Kern älter), baugeschichtlich von Bedeutung. - Wohnhaus: zweigeschossiger Putzbau mit Drempelgeschoss, Putzgliederung, gusssteinerne Gewände, Putzpilaster und -ornamentik (barockisierend), innen originale Türen - Einfriedung: Polygonsockel, Backsteinpfeiler mit Dreiecksabschluss, Formsteine | 09273185 |
| Direkt Bild zu diesem Denkmal hochladen | Historische Furt der mittelalterlichen Hohen Straße | Münchsberg (Karte)                    | Spätmittelalter                                                                                      | Siedlungsgeschichtlich von Bedeutung | 09271239 |
| Weitere Bilder                          | Turmdrehkran, Reste eines Werksgebäudes als Maschinenstandort, Sägegatter, Kühlturmfundament sowie Mauern (ehemaliges Dampfsägewerk Merschwitz bzw. Dampfsägewerk Otto Schulze)                                                   | Münchsberg (Karte)                    | 1876                                                                                                 | Ehemaliges Sägewerk (seit 1876, vorher Ziegelei), technikgeschichtlich und ortsgeschichtlich bedeutend. - Turmdrehkran (Holzverladekran): Polygonsockel, darauf Rundturm aus Bruchsteinmauerwerk mit je drei übereinander angeordneten Segmentbogenfenstern, die Hebevorrichtung als Holzkonstruktion - Mauer: Bruchstein, zum Teil mit Backstein ausgebessert - Esse: quadratisches Postament, darauf oktogonale Esse aus Backstein | 09273188 |
| Direkt Bild zu diesem Denkmal hochladen | Fabrikantenwohnhaus, mit Einfriedung sowie Stützmauern mit Freitreppe | Münchsberg 11 (Karte)                 | 2. Hälfte 19. Jahrhundert                                                                            | Gründerzeitgebäude, am Giebel Holzveranda, Wohnhaus des Fabrikanten der ehemaligen Ziegelei und späteren Sägewerks, ortsgeschichtlich von Bedeutung. - Wohnhaus: zweigeschossiger Putzbau, profiliertes Gurt- und Kranzgesims, profilierte Fenstergewände, Segmentbogenverzierung aus rotem Klinker über Obergeschoss-Fenstern, zum Teil originale Fenster - Einfriedung: Polygonsockel, Backsteinpfeiler mit Dreiecksabschluss, Formsteine, Stützmauern mit Bastion aus Bruchstein, zwei Freitreppen am Elbufer | 09273186 |
|                                         | Schulgebäude | Seußlitzer Straße 22 (Karte)          | Bezeichnet mit 1901–1902                                                                             | Gründerzeitlicher Putzbau, durch Mittelrisalit betont, hervorgehobene Portalgestaltung, ortsgeschichtlich von Bedeutung. Sockel, darauf zweigeschossiger Massivbau, 10:3 Achsen, kräftiges Gurtgesims, zweiachsiger Mittelrisalit mit Dreiecksgiebel, mächtige Säulen flankieren originale Eingangstür, Lisenengliederung, im Erdgeschoss: Segmentbogenfenster mit Schlussstein, an Seitenwand Tafel mit Inschrift „Erbauet 1901 u. 1902. Hülssner (Architekt), Bretschneider (Baumstr.), C. Dürichen Nachf. (Steinmetzmstr.)“. | 09273175 |
| Direkt Bild zu diesem Denkmal hochladen | Wohnhaus und Scheune eines Zweiseithofes sowie Handschwengelpumpe im Hof | Teichweg 2 (Karte)                    | 1. Hälfte 19. Jahrhundert                                                                            | Wohnhaus schlichter eingeschossiger Putzbau mit Segmentbogenportal, Kleinbauernhof, sozialgeschichtlich von Bedeutung. - Wohnhaus: eingeschossiger Putzbau, Sandsteingewände, Satteldach mit Biberschwanzdeckung - Scheune: eingeschossiger Putzbau, Bruchsteinmauerwerk, Satteldach mit Biberschwanzdeckung, hölzerne Toreinfahrt zur Straßenansicht, Handschwengelpumpe aus Holz | 09273200 |
| Weitere Bilder                          | Kirche (einschließlich Ausstattung), Kirchhof mit Einfriedung und Denkmal für die Gefallenen des Ersten Weltkrieges | Zum Rittergut (Karte)                 | 1806 (Kirche); 1517 (Schrein); 18. Jahrhundert (Taufengel); 1893 (Orgel); nach 1918 (Kriegerdenkmal) | Saalkirche mit querschiffartigen Anbauten und hohem Dachreiter, von barocker Wirkung, baugeschichtlich und ortsgeschichtlich von Bedeutung. - Saalkirche (Dehio Sachsen I, S. 614): mit querschiffartigen Anbauten, 1806 nach Brand auf den alten Grundmauern des Vorgängerbaus von 1765 errichtet, 1893 Umgestaltung durch Theodor Quentin. Restaurierung 1985 um 1989. Verputzter Bruchsteinbau mit geradem Ostschluss und Kreuzdach, darauf verschieferter barocker Dachreiter. Im Innern flach gedeckt, Annexräume an der Nord- und Südwand, Chor durch Gurtbogen vom Saal getrennt. Im Norden ehem. Patronatsloge (umgebaut zum Gemeinderaum), eingeschossige Emporen an der West- und Südseite. - Fragmentarisch erhaltener spätgotischer Schnitzaltar (Schrein), 1517, in der ehemaligen Patronatsloge Sandsteinepitaph, hölzerner Taufengel, 18. Jahrhundert, figürlicher Kindergrabstein, Jehmlich-Orgel von 1893. - Denkmal für Gefallene des Ersten Weltkrieges: Steinsockel, darauf behauener Granitblock und polierter roter Granitobelisk mit Inschriften auf drei Seiten | 09273180 |
| Direkt Bild zu diesem Denkmal hochladen | Wohnhaus, Seitengebäude, Einfriedung und Torpfeiler eines Zweiseithofes, im Hof Handschwengelpumpe | Zum Rittergut 3 (Karte)               | Mitte 19. Jahrhundert                                                                                | Eingeschossige Putzbauten, Bestandteil der historischen Ortsstruktur, baugeschichtlich von Bedeutung. - Wohnhaus: eingeschossiger Putzbau, Bruchsteinmauerwerk, Putzgliederung, zum Teil originale Winterfenster - Nebengebäude: eingeschossiger Bruchsteinbau, verputzt, Satteldach - Einfriedung und Torpfeiler: Bruchsteinmauerwerk, verputzt | 09273183 |
| Direkt Bild zu diesem Denkmal hochladen | Pfarrhof mit Pfarrhaus, Seitengebäude und Torbogen | Zum Rittergut 4 (Karte)               | Um 1800 (Seitengebäude); bezeichnet mit 1929 (Pfarrhaus)                                             | Pfarrhaus im Heimatstil der 1920er Jahre, älteres Seitengebäude verputzter Massivbau, ortsgeschichtlich von Bedeutung. - Pfarrhaus: zweigeschossiger Putzbau, Satteldach mit Fledermausgaupen, Biberschwanz-Kronendeckung, Eingangsbereich aus Rundbogen mit Schlussstein (bezeichnet mit „A.D 1929“) - Nebengebäude: zweigeschossiger Putzbau, Bruchsteinmauerwerk, Sandsteingewände, langer Dachhecht mit acht Fenstern, zwei Würfelfenster - Torbogen: Rundbogen mit Schlussstein | 09273182 |
| Weitere Bilder                          | Rittergut Merschwitz (Sachgesamtheit) | Zum Rittergut 6, 8, 9a, 9, 11 (Karte) | Um 1800                                                                                              | Sachgesamtheit Rittergut Merschwitz mit folgenden Einzeldenkmalen: Herrenhaus, Stützmauer zur Elbe (Zum Rittergut 9, 09273196), sogenanntem Gerichtshaus (Zum Rittergut 11 – Obj. 09273197), Wirtschaftsgebäude (Zum Rittergut 6, 09273181) und Nebengebäude einschließlich markantem Tonnengewölbe (Zum Rittergut 9a) sowie zwei baulich veränderten Gebäuden, früher wohl Scheune (Zum Rittergut 9a) und Brennerei (Klauchengasse oder Zum Rittergut 8) und den Freifläche zwischen den Gebäuden als Sachgesamtheitsteilen; bedeutsame, vergleichsweise geschlossene und in den Elbraum hinein wirkende Anlage, baugeschichtlich und ortsgeschichtlich sowie landschaftsgestalterisch bedeutend. Bei dem Rittergut Merschwitz handelt es sich um eine Anlage, deren Geschichte als Vorwerk bis ins Mittelalter zurückgeht. Frühestes oberirdisches Sachzeugnis ist ein Stein am Gerichtshaus, der mit 1605 bezeichnet ist. Die heute noch erhaltenen Bauten stammen zum überwiegenden Teil aus dem 1. Drittel des 19. Jahrhunderts, das belegen Karten von 1820 bis 1833 und 1877. Das barock oder spätbarock geprägte Herrenhaus ist mit 1807 datiert. Eventuell mit einem älteren Kern, dürfte es im Wesentlichen aber auf das genannte Jahr zurückgehen. Das ähnlich gestaltete Gerichtsgebäude ist wohl gleichzeitig entstanden. Der ursprünglich eingeschossige Bau wurde 1861 aufgestockt, wobei man das Dach anhob. Das Wirtschaftsgebäude, die Scheune und der Bau zwischen Herrenhaus und Scheuen sind wohl zwei oder drei Jahrzehnte später hinzugekommen. Die elbseitig Mauer könnte noch älter als die Gebäude sein. Die Denkmaleigenschaft des Rittergutes Merschwitz resultiert zum einen aus der ortsgeschichtlichen Bedeutung. Mit ihm Verbinden sich viele Erinnerungen an die Geschichte des Ortes und ihre wichtigsten Vertreter. Zum anderen sind die Gebäude, insbesondere das Herrenhaus und das Gerichtsgebäude, gestalterisch charakteristische und weitgehend authentisch erhaltene bauliche Zeugnisse ihrer Entstehungszeit. Abgesehen davon hat die Anlage einen überragenden landschaftsgestalterischen Wert. Deutlich erhöht, wirken die wuchtige Stützmauer und die dahinter befindlichen Bauten mit ihren hohen Dächern, einschließlich des Kirchturms weit in den Elbraum hinein und gegeben der Gegend einen unverwechselbaren Charakter, gleich der nahegelegenen Schlösser Seußlitz und Hirschstein. | 09304476 |
| Direkt Bild zu diesem Denkmal hochladen | Wirtschaftsgebäude des ehemaligen Rittergutes (Einzeldenkmal der Sachgesamtheit 09304476) | Zum Rittergut 6 (Karte)               | 1834–1866                                                                                            | Einzeldenkmal der Sachgesamtheit Rittergut Merschwitz; mächtiger zweigeschossiger Putzbau, im 2. Drittel des 19. Jahrhunderts entstanden, mit Rundbogenfenstern, ortsgeschichtlich von Bedeutung. Mächtiger zweieinhalbgeschossiger Putzbau, 2:6 Achsen, drei umlaufende Gesimse, große Rundbogenfenster in beiden Geschossen, weiter Dachüberstand, Satteldach, stark saniert, dennoch Denkmalwert. | 09273181 |
| Weitere Bilder                          | Herrenhaus des Rittergutes (heute Gemeindeamt) mit Stützmauer zur Elbe (an der Elbseite auch mit Eispreller) (Einzeldenkmal der Sachgesamtheit 09304476)                                                                          | Zum Rittergut 9 (Karte)               | Bezeichnet mit 1807                                                                                  | Einzeldenkmal der Sachgesamtheit Rittergut Merschwitz; repräsentativer zweigeschossiger Putzbau mit Mansarddach und Dreiecksgiebel, im barock-klassizistischen Stil, weitestgehend original erhalten, baugeschichtlich und ortsgeschichtlich von Bedeutung. - Ehemaliges Herrenhaus (Dehio Sachsen I, 1996), heute Gemeindeamt und Wohnungen (Mittelweg 9). Zweigeschossiger, neunachsiger Barockbau mit Mansardwalmdach, vor Mitte 18. Jahrhundert, bezeichnet am Türsturz mit 1808. Die Mitte durch großen Dreieckgiebel betont. Oberhalb der Elbe auf einer hohen Terrasse gelegen, stattlicher zweigeschossiger Putzbau zu neun Achsen, profiliertes Gurtgesims, Fensterläden in beiden Geschossen, Mansardwalmdach mit Fledermausgaupen, originale Eingangstür, im Innern originale Türen und Treppen erhalten, Hof- und Elbseite durch einen großen Dreiecksgiebel betont, Wetterhäuschen Ende 19. Jahrhundert. - Einfriedung: an der Elbseite verputztes Bruchsteinmauerwerk mit Eisprellern, schmiedeeisernes Geländer Ende 19. Jahrhundert | 09273196 |
| Direkt Bild zu diesem Denkmal hochladen | Gerichtshaus (Kavaliershaus) des ehemaligen Rittergutes (heute Wohnhaus), mit eingemauerter Tafel (Wappenstein) sowie Einfriedungsmauer zur Elbe (an der Elbseite auch mit Eispreller), Einzeldenkmal der Sachgesamtheit 09304476 | Zum Rittergut 11 (Karte)              | Um 1800 (Rittergutsbestandteil); bezeichnet mit 1605 (Wappen)                                        | Einzeldenkmal der Sachgesamtheit Rittergut Merschwitz; Putzbau mit Mansarddach, Korbbogenportal, baugeschichtlich und ortsgeschichtlich von Bedeutung. Ztattlicher zweigeschossiger Putzbau zu sechs Achsen, originale Türen erhalten, Mansardwalmdach mit Biberschwanzdeckung und Fledermausgaupen, Obergeschoss von 1861, in Hauswand eingelassene Sandsteinplatte, bezeichnet mit 1605, mit drei Wappen. | 09273197 |

## Naundörfchen
| Bild                                    | Bezeichnung                                                                              | Lage                       | Datierung             | Beschreibung | ID       |
| --------------------------------------- | ---------------------------------------------------------------------------------------- | -------------------------- | --------------------- | --- | -------- |
| Direkt Bild zu diesem Denkmal hochladen | Drei Wirtschaftsgebäude, Hofpflasterung und Einfriedungsmauer des ehemaligen Rittergutes | Ringstraße 4, 5, 6 (Karte) | Mitte 19. Jahrhundert | Einfache, verputzte Bruchsteinbauten, ortshistorische Bedeutung. - 1. Seitengebäude: zweigeschossiger Putzbau aus Bruchsteinmauerwerk, Putzgliederung, Sandsteingewände, Biberschwanzdeckung, Fledermausgaupen, späterer Anbau mit Dachhecht - 2. Seitengebäude: verputzter Bruchsteinbau, Drempel, Tür im Obergeschoss Sandsteingewände, rückwärtiger Anbau aus Bruchstein mit Frackdach - Einfriedung: Bruchsteinmauerwerk | 09273201 |

## Neuseußlitz
| Bild                                    | Bezeichnung | Lage                           | Datierung                                                 | Beschreibung | ID       |
| --------------------------------------- | --- | ------------------------------ | --------------------------------------------------------- | --- | -------- |
| Direkt Bild zu diesem Denkmal hochladen | Friedhof Neuseußlitz (Sachgesamtheit) | Kirchberg (Karte)              | Ende 19. Jahrhundert                                      | Sachgesamtheit Friedhof Neuseußlitz, mit folgenden Einzeldenkmalen: Leichenhalle sowie Friedhofsmauer, Torpfeiler und schmiedeeisernes Tor (siehe 09271449) mit dem Sachgesamtheitsteil: gärtnerische Friedhofsgestaltung mit einer zur Leichenhalle hinführenden Allee (Gartendenkmal); ortsgeschichtlich von Bedeutung | 09303467 |
| Direkt Bild zu diesem Denkmal hochladen | Leichenhalle, Grabanlage Familie Helm sowie Friedhofsmauer, Torpfeiler und schmiedeeisernes Tor (Einzeldenkmale der Sachgesamtheit 09303467) | Kirchberg (Karte)              | Ende 19. Jahrhundert (Leichenhalle); um 1920 (Grabanlage) | Einzeldenkmale der Sachgesamtheit Friedhof Neuseußlitz; ortsgeschichtlich von Bedeutung. - Leichenhalle: Rundbogenportal und -fenster - Grabanlage Familie Helm: im neusachlichen Stil, mit zwei Reliefplatten, um 1920, Friedrich Theodor Helm (gefallen 1917)                                                          | 09271449 |
| Direkt Bild zu diesem Denkmal hochladen | Schulgebäude | Merschwitzer Straße 15 (Karte) | Bezeichnet mit 1895                                       | Gründerzeitbau, Mittelachse durch Eingangsbereich und Dreiecksgiebel mit zwei Akroterien betont, ortsbildprägende Lage nahe der Elbe, baugeschichtlich und ortsgeschichtlich von Bedeutung | 09271448 |
|                                         | Denkmal für die Gefallenen des Ersten Weltkrieges                                                                                            | Neuer Weg (Karte)              | Nach 1918                                                 | Ortsgeschichtlich von Bedeutung. Inschrift „Unsere im Weltkriege 1914–18 Gebliebenen / Gewidmet von der dankbaren Gemeinde“ und Namen der Toten. | 09271450 |

## Roda
| Bild                                    | Bezeichnung                                                                                      | Lage                   | Datierung                                                                                               | Beschreibung | ID       |
| --------------------------------------- | ------------------------------------------------------------------------------------------------ | ---------------------- | --- | --- | -------- |
| Direkt Bild zu diesem Denkmal hochladen | Denkmal für die Gefallenen des Ersten Weltkrieges sowie Glocke mit Glockenstuhl auf dem Friedhof | Feldstraße (Karte)     | Bezeichnet mit 1861 (Glocke); 1921 (Kriegerdenkmal)                                                     | Ortshistorische Bedeutung. - Kriegerdenkmal: Steinfundament, darauf grobbehauener roter Granitblock, aus dem Granitkreuz hervorragt, Vorderansicht polierter Granit mit Namen der Gefallenen des Ersten Weltkriegs, vor diesem polierte Granitplatte liegend, mit Namen der im Zweiten Weltkrieg Gefallenen, Steingartenumfriedung um das Denkmal - Glocke: Glocke aus Bronze mit Verzierungen und Inschrift „3 Glocken von FR Gruht in Kleinwelke gegossen. Sind im Jahr 1861 von der Kirchfahrt Wildenhain für ihre neuerbaute Kirche angeschafft worden/ Lasset die Kindlein zu mir kommen und wehret ihnen nicht, denn solcher ist das Reich Gottes, Markus 10/14“ | 08957208 |
| Direkt Bild zu diesem Denkmal hochladen | Wohnhaus (Herrenhaus), drei Seitengebäude, Scheune und Toreinfahrt des ehemaligen Rittergutes    | Grundstraße 1 (Karte)  | Mitte 18. Jahrhundert, im Kern älter (Herrenhaus); 2. Hälfte 19. Jahrhundert (Scheune und Stallgebäude) | Schlichte Putzbauten, Wohnhaus mit verputztem Fachwerk-Obergeschoss und Segmentbogenportal, ein Seitengebäude mit seltener dreibogiger Kumthalle, vor 1517 Vorwerk des Klosters Großenhain, in seiner nahezu original erhaltenen Substanz von ortshistorischer Bedeutung. - Herrenhaus: Erdgeschoss massiv, Obergeschoss Fachwerk, verputzt, Giebel massiv, Krüppelwalmdach, doppelte Biberschwanz-Kronendeckung - Scheune: Bruchstein, verputzt, Sandsteingewände, Satteldach, doppelte Biberschwanz-Kronendeckung, Anbau mit dreijochiger Kumthalle, Drempel mit Okuli und Tür - Stall (ehemaliger Pferdestall): Bruchsteinbau, zum Teil verputzt, im Drempel Okuli mit Maßwerk, Zahnschnitt an Traufgesims, zwei Türen im Drempel, Dachreiter, Kelleranlagen teilweise vorhanden - Seitengebäude: Bruchstein verputzt, mit Torpfeiler (linkes Torgebäude) - Wohnstallhaus (rechtes Torgebäude): zweigeschossiger Bruchsteinbau über rechtwinkligem Grundriss, verputzt, Sandsteingewände, Putzgliederung, Gurt- und Traufgesims, stark ruinös | 08957232 |
| Direkt Bild zu diesem Denkmal hochladen | Transformatorenhäuschen                                                                          | Hauptstraße (Karte)    | 1. Hälfte 20. Jahrhundert                                                                               | Zeugnis für die Elektrifizierung des Ortes, technikgeschichtlich von Bedeutung. Massiver Putzbau mit Krüppelwalmdach, Biberschwanzdeckung, darauf turmartiger Aufbau, verschiefert, Zeltdach. | 08957237 |
| Direkt Bild zu diesem Denkmal hochladen | Wohnstallhaus eines Dreiseithofes                                                                | Hauptstraße 14 (Karte) | Um 1850                                                                                                 | Obergeschoss Fachwerk, landschaftstypisches Bauernhaus, Relikt der ländlichen Fachwerkbauweise, baugeschichtlich von Bedeutung. Erdgeschoss massiv, Giebel und rückwärtiger Anbau massiv, originale Fenster, im Giebel im Erdgeschoss Sandsteingewände, Krüppelwalmdach, Biberschwanzdeckung. | 08957234 |
| Direkt Bild zu diesem Denkmal hochladen | Wohnstallhaus eines Bauernhofes                                                                  | Hauptstraße 17 (Karte) | Um 1830                                                                                                 | Obergeschoss Fachwerk, schönes Segmentbogenportal, sehr gut erhaltenes Beispiel für Fachwerkbauten im Ort, baugeschichtlich von Bedeutung. Erdgeschoss massiv, originale Fenster, profiliertes Türgewände mit Schlussstein, Giebel massiv, Krüppelwalmdach. | 08957235 |
| Direkt Bild zu diesem Denkmal hochladen | Seitengebäude (Wohnstallhaus) und Scheune eines Bauernhofes                                      | Hauptstraße 18 (Karte) | Mitte 19. Jahrhundert (Wohnstallhaus); 2. Hälfte 19. Jahrhundert (Scheune)                              | Verputzte Massivbauten, Teil der alten Ortsstruktur, Scheune landschaftsprägend, baugeschichtlich und wirtschaftsgeschichtlich von Bedeutung. - Wohnstallhaus: eingeschossiger Putzbau mit Drempel, zwei Segmentbogenöffnungen, Sandsteingewände, im Giebel Putzgliederung und zwei kleine Segmentbogenfenster - Scheune: massiver, stattlicher Putzbau mit risalitartigem Giebelaufbau, mächtiges Mansarddach, im Giebel Schlitzfenster, große gerade Toreinfahrt | 08957236 |

## Weißig
| Bild                                    | Bezeichnung | Lage                        | Datierung                                                                 | Beschreibung | ID       |
| --------------------------------------- | --- | --------------------------- | ------------------------------------------------------------------------- | --- | -------- |
| Direkt Bild zu diesem Denkmal hochladen | Villa | Am Bahnhof 4 (Karte)        | 1904                                                                      | Einfaches Beispiel für den zeittypischen Klinkerbau nach 1900 im malerischen Villenstil, baugeschichtlich von Bedeutung. Polygonsockel, darüber vielgliedriger zweigeschossiger Bau mit reicher Dachlandschaft, gelbe Klinker mit grünen Ziersteinen in Fenster- und Wandbereichen, Türmchen mit Zierfachwerk, Holzkonstruktion im Dachbereich als Zierwerk, Fenstergewände mit Formstein gebildet, Biberschwanz-Kronendeckung, Zaungitter bezeichnet mit 1904. | 08957244 |
| Direkt Bild zu diesem Denkmal hochladen | Wohnhaus | Am Bahnhof 9 (Karte)        | Um 1905                                                                   | Einfaches Beispiel für den zeittypischen gründerzeitlichen Klinkerbau nach 1900 in Bahnhofsnähe, baugeschichtlich von Bedeutung. Putzsockel, darüber vielgliedriger zweigeschossiger gelber Klinkerbau mit rotem Zierbackstein im Fensterbereich, reiche Dachlandschaft, mit Zierkonstruktion aus Holz, profilierte Steinfenstergewände. | 08957245 |
| Weitere Bilder                          | Eisenbahnerwohnhaus des Bahnhofs Weißig, davor LDE-Stein (Markierungsstein der Leipzig-Dresdner Eisenbahn-Compagnie) | Am Bahnhof 11 (Karte)       | 1904                                                                      | Wohnhaus einfacher Klinkerbau der Gründerzeit, Markierungsstein eines der wenigen Zeugnisse aus der Anfangszeit der Leipzig-Dresdner Ferneisenbahn und damit von Seltenheitswert, von verkehrsgeschichtlicher und ortshistorischer Bedeutung. - Eisenbahnerwohnhaus: Polygonsockel, dreigeschossiger Backsteinbau mit gelben Gurtgesimsen zwischen den Geschossen, Segmentbogenfensterabschluss mit gelben Klinkern - LDE-Stein: einer der wenigen an der Eisenbahnstrecke erhaltenen Markierungssteine mit dem Kürzel „L.D.E.“ (Leipzig-Dresdner Eisenbahn), die auf die Anfänge der Strecke als Privatbahn hinweisen, vermutlich im Zuge der Streckenprojektierung/des Streckenbaus 1835–1839 aufgestellt, spätestens aber bis 1876 (Verstaatlichung der Leipzig-Dresdner Eisenbahn-Compagnie, im Netz der Königlich Sächsischen Staatseisenbahnen nachfolge übliche Streckenkilometrierung). | 08957243 |
| Direkt Bild zu diesem Denkmal hochladen | Gemarkungsstein (Grenzstein)                                                                                         | Am Bahnhof 11 (bei) (Karte) | 19. Jahrhundert                                                           | Ortshistorische Bedeutung. Sandsteinkubus, am oberen Abschluss abgerundet, Inschrift „Gem. Weißig/Gem. Leckwitz“ (verwittert). | 08957246 |
| Direkt Bild zu diesem Denkmal hochladen | Wohnhaus (ohne Anbau), Seitengebäude (Wohnstallhaus), Scheune und Torpfeiler eines Vierseithofes                     | Mittelstraße 14 (Karte)     | 2. Hälfte 19. Jahrhundert (Seitengebäude); bezeichnet mit 1911 (Wohnhaus) | Verputzte Massivbauten, Zwillingsfenster im Giebel, sehr gut erhaltenes Ensemble im Ort, baugeschichtlich und wirtschaftsgeschichtlich von Bedeutung. - Wohnhaus: hohes Sockelgeschoss, darauf zweigeschossiger massiver Putzbau mit Mittelrisalit, Putzgliederung, Satteldach, profilierten Steingewänden, 3:6 Achsen, profiliertem Gurt- und Traufgesims, Sandsteinplatte mit Inschrift „An Gottes Segen ist alles gelegen R. 1911 G.“ - Scheune: massiver Putzbau mit zwei Segmentbogeneinfahrten, Satteldach - Wohnstallhaus: zweigeschossiger Putzbau mit Putzgliederung, rundbogige Zwillingsfenster im Giebel | 08957240 |
| Weitere Bilder                          | Wegestein | Nünchritzer Straße (Karte)  | Bezeichnet mit 1834                                                       | Verkehrshistorische Bedeutung. Scharrierter Sandsteinkubus, weiß getüncht, Inschrift „Dorf Weißig 1834/ Wildenhain 3/4 h/ Roda, Riesa, Großenhain, Merschwitz“. | 08957241 |

## Zschaiten
| Bild                                    | Bezeichnung                                                                                    | Lage                                  | Datierung                                                                  | Beschreibung | ID       |
| --------------------------------------- | ---------------------------------------------------------------------------------------------- | ------------------------------------- | -------------------------------------------------------------------------- | --- | -------- |
| Direkt Bild zu diesem Denkmal hochladen | Wohnhaus, Seitengebäude und Werkstatt sowie Handschwengelpumpe eines Dreiseithofes             | Am Zschaitener Sportplatz 15b (Karte) | Mitte 19. Jahrhundert (Bauernhaus); um 1910 (Werkstatt)                    | Wohnhaus eingeschossiger massiver Putzbau, Werkstatt Putzbau mit Eckrustika, weitgehend authentisch erhaltene Hofstruktur, baugeschichtlich und wirtschaftsgeschichtlich von Bedeutung. - Wohnhaus: eingeschossiger massiver Putzbau, originale Fenster, Winterfenster, im Giebel Zwillingsrundbogenfenster, Porphyrtürgewände mit Schlussstein, Satteldach, Biberschwanzdeckung - Seitengebäude: massiver Putzbau, Segmentbogenfenster, Satteldach, Biberschwanz-Kronendeckung - Werkstatt: zweigeschossiger Putzbau mit Eckrustika, große, mehrfach gesprosste Fenster, zum Teil Winterfenster, flaches Satteldach - Einfriedung: verputzter Bruchstein | 08957224 |
| Weitere Bilder                          | Kirche (einschließlich Ausstattung) mit Kirchhof und Einfriedung sowie Grabplatte in Kirchwand | Teichstraße (Karte)                   | 1495 (Kirche); 1670 (Kanzelaltar); 17. Jahrhundert (Grabmal); 1895 (Orgel) | Saalkirche mit niedrigem Westturm, im Kern mittelalterlich, ortshistorische Bedeutung. - Schlichte Saalkirche mit halbrundem Schluss (Dehio Sachsen I, S. 889/890), vermutlich aus dem 13. Jahrhundert, 1495 erstmals erwähnt, 1816 erneuert (außen), 1835 hölzerner Turm abgetragen und neu aufgebaut. 1927 Innenerneuerung, Restaurierung 1992. Verputzter Bau mit Satteldach und Korbbogenfenstern. Anbau im Nordosten mit spätgotischer Nische. Niedriger Westturm mit leicht geschweiftem Turmdach. - Im Innern flache Tonne mit Deckengemälde: Salvator Mundi, flankiert von zwei Engeln, 1927. Kanzelaltarraum 1670, erneuert 1902, mit Grabmälern neben und über dem Kanzelkorb, Orgel von Schmeißer, 1895, 1927 vom Rochlitzer Seminar hierher versetzt. - Grabplatte: stark verwittert, mit Wappen, in Kirchwand eingelassen | 08957225 |
|                                         | Schulgebäude (mit Uhrturm und seitlichem Anbau), heute Wohnhaus                                | Teichstraße 28b (Karte)               | Bezeichnet mit 1915–1916                                                   | Interessantes Gebäude im Reformstil, Dachreiter mit Uhr, aufwändiges Portal in der Formensprache des späten Jugendstils, ortshistorische und baugeschichtliche Bedeutung. Zweigeschossiger annähernd symmetrischer Putzbau mit rechtwinkligem Anbau, verandenartiger Vorbau, dahinter originale reich gesprosste Fenster, original erhaltener Eingangsbereich mit geschweifter Überdachung, originales Türblatt (Kassettentür mit liegendem Ochsenauge als Oberlicht), darüber Inschrift „Lerne, lehre, Gott zur Ehre“, zwischen Erdgeschoss und Obergeschoss Gurtgesims mit Ziegeldeckung, Walmdach mit kleinem Hecht und Uhrenturm. Tafel an Hauswand: „Erbaut in den Kriegsjahren 1915–1916“. | 08957230 |
| Weitere Bilder                          | Denkmal für die Gefallenen des Ersten Weltkrieges                                              | Teichstraße 28b (vor) (Karte)         | 1923                                                                       | Ortshistorische Bedeutung. Roter Granitsockel, darauf behauener Granitblock, Ansicht poliert. | 08957231 |

## Ehemalige Denkmäler

### Ehemalige Denkmäler (Merschwitz)
| Bild                                    | Bezeichnung | Lage                    | Datierung           | Beschreibung | ID       |
| --------------------------------------- | ----------- | ----------------------- | ------------------- | --- | -------- |
| Direkt Bild zu diesem Denkmal hochladen | Wohnhaus    | Klauchengasse 7 (Karte) | Bezeichnet mit 1823 | Obergeschoss Fachwerk, Segmentbogenportal, zeit- und landschaftstypischer Bau im alten Dorfkern, baugeschichtlich von Bedeutung. Erdgeschoss Bruchsteinmauerwerk, verputzt, Obergeschoss und ein Giebel Fachwerk, der andere massiv, im Erdgeschoss und Obergeschoss zum Teil Winterfenster erhalten, Krüppelwalmdach mit Biberschwanz-Kronendeckung, schlechter Bauzustand. Zwischen 2021 und 2024 aus der Denkmalliste gestrichen. | 09273198 |

### Ehemalige Denkmäler (Weißig)
| Bild                                    | Bezeichnung                                  | Lage                      | Datierung           | Beschreibung | ID       |
| --------------------------------------- | -------------------------------------------- | ------------------------- | ------------------- | --- | -------- |
| Weitere Bilder                          | Zwei Bahnsteigzugänge eines Bahnhofs         | (Flurstück 258/6) (Karte) | 1883                | Verbretterte Holzbauten des Bahnhofs Weißig an der Bahnstrecke Leipzig–Dresden (LDE), verkehrshistorische Bedeutung. Zugänge: Holzkonstruktion mit großen Sprossenfenstern, (siehe auch Flurstück 258a, 258/2 Gemeinde Diesbar-Seußlitz – ein Bahnsteigzugang?). Umzug per Tieflader ins Museum Schauplatz Eisenbahn im Zuge des Streckenausbaus der Bahnstrecke Leipzig–Dresden im Abschnitt „Abzweig Zeithain Bogendreieck – Abzweig Leckwitz“ im März 2021.     | 08957242 |
| Direkt Bild zu diesem Denkmal hochladen | Wohnstallhaus eines ehemaligen Dreiseithofes | Mittelstraße 27 (Karte)   | Bezeichnet mit 1868 | Zeit- und landschaftstypischer, zweigeschossiger Putzbau, Zwillingsfenster im Giebel, in seiner originalen Substanz erhalten, baugeschichtlich von Bedeutung. Bruchsteinbau, Sandsteingewände, Reste von Putzgliederung, profiliertes Gurt- und Traufgesims, profilierte Türgewände mit Tafel (Inschrift „C.G. Gelbhaar 1868“), Giebel mit rundbogigen Zwillingsfenstern, Sandsteingewände, Winterfenster erhalten, Satteldach. Zwischen 2014 und 2016 abgerissen. | 08957238 |

### Ehemaliges Denkmal (Zschaiten)
| Bild                                    | Bezeichnung     | Lage                                                                    | Datierung | Beschreibung | ID       |
| --------------------------------------- | --------------- | ----------------------------------------------------------------------- | --------- | --- | -------- |
| Direkt Bild zu diesem Denkmal hochladen | Eisenbahnbrücke | (Flurstück 176/8; Streckenkilometer 76,242; Weg nach Zschaiten) (Karte) | 1893      | Steinbogenbrücke der Bahnstrecke Leipzig–Dresden (LD, km 76,2), verkehrshistorische Bedeutung. Einbogige Straßenbrücke mit seitlichen Flanken, beides aus Polygonmauerwerk. Abriss im Zuge des Streckenausbaus der Bahnstrecke Leipzig–Dresden im Abschnitt „Abzweig Zeithain Bogendreieck – Abzweig Leckwitz“. | 08957248 |

## Tabellenlegende
- Bild: Bild des Kulturdenkmals, ggf. zusätzlich mit einem Link zu weiteren Fotos des Kulturdenkmals im Medienarchiv Wikimedia Commons. Wenn man auf das Kamerasymbol klickt, können Fotos zu Kulturdenkmalen aus dieser Liste hochgeladen werden:
- Bezeichnung: Denkmalgeschützte Objekte und ggf. Bauwerksname des Kulturdenkmals
- Lage: Straßenname und Hausnummer oder Flurstücknummer des Kulturdenkmals. Die Grundsortierung der Liste erfolgt nach dieser Adresse. Der Link (Karte) führt zu verschiedenen Kartendiensten mit der Position des Kulturdenkmals. Fehlt dieser Link, wurden die Koordinaten noch nicht eingetragen. Sind diese bekannt, können sie über ein Tool mit einer Kartenansicht einfach nachgetragen werden. In dieser Kartenansicht sind Kulturdenkmale ohne Koordinaten mit einem roten bzw. orangen Marker dargestellt und können durch Verschieben auf die richtige Position in der Karte mit Koordinaten versehen werden. Kulturdenkmale ohne Bild sind an einem blauen bzw. roten Marker erkennbar.
- Datierung: Baubeginn, Fertigstellung, Datum der Erstnennung oder grobe zeitliche Einordnung entsprechend des Eintrags in der sächsischen Denkmaldatenbank
- Beschreibung: Kurzcharakteristik des Kulturdenkmals entsprechend des Eintrags in der sächsischen Denkmaldatenbank, ggf. ergänzt durch die dort nur selten veröffentlichten Erfassungstexte oder zusätzliche Informationen
- ID: Vom Landesamt für Denkmalpflege Sachsen vergebene, das Kulturdenkmal eindeutig identifizierende Objekt-Nummer. Der Link führt zum PDF-Denkmaldokument des Landesamtes für Denkmalpflege Sachsen. Bei ehemaligen Kulturdenkmalen können die Objektnummern unbekannt sein und deshalb fehlen bzw. die Links von aus der Datenbank entfernten Objektnummern ins Leere führen. Ein ggf. vorhandenes Icon  führt zu den Angaben des Kulturdenkmals bei Wikidata.

## Ausführliche Denkmaltexte
1. ↑  Barockschloss Seußlitz:

  - Ehemalige Schlosskirche, heute evangelische Pfarrkirche. Unter Verwendung der ehemaligen Klosterkirche (Maßwerkfenster an der Westwand, an der Nordwand vermauert), 1724–26 durch George Bähr tiefgreifend umgebaut, die Flucht des Südflügels aufnehmend. Restaurierungen 1909 und 1987–93. Putzbau mit geradem Ostschluss, Satteldach und Dachreiter mit geschwungener Haube. Anbau im Norden (Zugang zur Herrschaftsloge). Im Inneren flachgedeckt, mit zweigeschossigen Emporen (ursprünglich drei) an drei Seiten, im zweiten Geschoss der Westseite Patronatsloge mit drei Korbbogenfenstern, über dem mittleren Wappen der von Bünau, Zugang vom zweiten Geschoss des Schlosses möglich. Aufwendiger Kanzelaltar mit kräftigen Volutenkonsolen, die zwei Giebelansätze tragen. Über dem geschweiften Kanzelkorb ein mit Lambrequins versehener, geschweifter Giebel. Darüber auf konkaver Empore mit Dockenbrüstung die Orgel von Jehmlich, 1905/06 im veränderten Gehäuse von Johann Christian Friedrich Flemming, 1807. Seitlich des Kanzelkorbes geschnitzte und farbig gefasste Vasen von 1911, links mit Weintrauben und -laub (Bezugnahme auf das Weindorf), rechts mit Ähren. An der südlichen Chorwand gerahmtes Schnitzrelief mit Darstellung der Beweinung Christi, 1. Hälfte 16. Jahrhundert. Beachtenswert das Gestühl mit der durch aufgemalte Dienstbezeichnungen erhaltenen Sitzordnung.
  - Auf dem Kirchhof östlich und nördlich der Kirche, vom Schlosshof durch eine Mauer abgetrennt, wertvolle Grabdenkmäler aus Sandstein des 13. bis 18. Jahrhunderts:
    - Denkmal für Konrad von Schleinitz († 1288) mit figürlicher Ritzzeichnung eines Mannes mit Schwert und Schild
    - Hohen Seltenheitswert für Sachsen besitzen die beiden reich verzierten, barocken Sandsteinsarkophage für Heinrich von Bünau († 1745) und seine Frau Augusta Helene, geb. Döring († 1728), Dehio Sachsen I, 1996

  - Schloss (Nummer 1): Repräsentative Dreiflügelanlage mit zweiläufiger Freitreppe vor dem Hauptbau, deren Brüstungspfeiler vier Sandsteinvasen tragen. 1722–38 durch George Bähr unter Verwendung von Teilen der mittelalterlichen Kirche erbaut. 1268–72 Umbau zum Klarissenkloster unter Heinrich dem Erlauchten, bestand bis 1542. Unter Heinrich von Bünau ab 1722 Errichtung der heutigen Anlage als zweigeschossiges Corps de Logis mit Mansarddach und klarer Gliederung der Fassaden durch Lisenen und Putzspiegel, mit dreiachsigem Mittelrisalit mit Frontispiz (darin Wappen derer von Bünau), zweigeschossige Seitenflügel mit Satteldächern, klare Gliederung der Außenfront durch Lisenen, Putzstreifen, Putzspiegel, Restaurierungen 1988–90, 1992.
    - Inventar:
      - 1. Gemälde „Kaiser Karl V“, Schlacht bei Mühlberg, Maler: R. Millan, Madrid 1909, vergoldet Barockrahmen, 300 cm × 400 cm
      - 2. Gemälde „Infant von Spanien“, Maler: R. Millan, 250 cm × 200 cm
      - 3. Mädchenbüste, Anfang 19. Jahrhundert, Gipsabguss, bemalt, weiß
      - 4. Rokokowandleuchter, reiche ornamentale, florale Gestaltung, eingebettet darin Mädchenkopf, bemalter Stuck, zwei Stück
      - 5. Kleiderhaken, 18./19. Jahrhundert, Schmiedearbeit, goldfarben bzw. Bronze – zwei Stück
      - 6. Einbauschränke, grün, Goldbemalung, vier Stück, dazu passend vier Türen, grün mit Goldbemalung, Barock
      - 7. Hängeampel, antik
      - 8. Einbauschränke Bibliothek, um 1880, vier Schrank-Regalelemente, zwei Türeinfassungen
      - 9. Klavier, Jugendstil, Holzausführung und Beschläge (Originale)
      - 10. Wäscheschrank, 19. Jahrhundert, in Bauernbarockmanier, bemalt, zwei Stück
      - 11. Dielenschrank, Intarsien um 1900, Höhe 210 cm, Breite 170 cm
      - 12. Metallfüße für Teegläser, 19. Jahrhundert
      - 13. Einbauschränke 19. Jahrhundert, Eiche, fünf Schrankelemente, Breite 138 cm, Höhe 311 cm, Mittelteil nur Bogen, Höhe 350 cm, reich geschnitzt, stark beschädigt, ein Element ist illusionistisches Schrankelement in Form einer real zu öffnenden Tür
      - 14. Wandschrank, Beschläge 18. Jahrhundert, bemalt nach Manier des Bauernbarock
      - 15. Spiegel, groß mit verzierter Umrandung
      - 16. Geweihlampe, aus Geweihstangen installiert
      - 17. Stuhlsessel, zwei Stück
      - 18. Bild „Bauer beim Pflügen“, unter Glas
      - 19. Bild „Am Rhein“
      - 20. Gläser: Zwei Sektgläser, zwei Weißweingläser, fünf Dessertgläser, zwei Likörgläser, Glas geschliffen
      - 21. Gong, Schmiedearbeit, Messing, goldfarbig
      - 22. Geweih, ungerader Acht-Zehn-Ender
      - 23. Ruhender Mann, Gipsabguss, beschädigt
      - 24. Geweihlampe, aus Geweihstangen installiert

    - zusätzlich vor Ort aufgenommen:
      - (25): Einbauschrank weiß mit Jugendstil-Dekor-Schnitzfeldern (grün)
      - (26): gotische Holzbalkendecken mit Schiffskehlen
      - (27): Holzbank mit geschnitzten Wangen und zwei geschweiften Schnitzelementen der Lehne, 19. Jahrhundert
      - (28): Bleiverglasung im Erker mit mittlerem hochrechteckigen farbigen Bleiglasfeld, Motiv der Anbetung der hlg. drei Könige, schadhaft
      - (29): großer Buffetschrank, Flur vor Bibliothek
      - (30): Flügel, Bechstein
      - (31): drei Supraporten, drei originale Flügeltüren (jeweils zweiflügelig) mit Schnitzereien auf den Türblättern, zwei Kamine und Rokoko-Stuckdecke, erbauungszeitlich
      - (32): eine männliche und eine weibliche Figur, jeweils auf einem quaderförmigen Sockel stehend
      - (33): zwei Vasen (Gips) und vier Deckelvasen auf Sockeln
      - (34): hölzerne Wandverkleidung (bis zum Sockel reichend) und klassizistische Decke
      - (35): in Rokokomanier ausgeführte Stuckdecke, ovaler, floral umrankter Plafond, zwei Türen mit Supraporten, diese mit Figuren (Stuck) in stehenden Ovalen, Türblätter mit geschnitzten Feldern
      - (36): zwei ehemalige Wandtische, jetzt zusammengestellt zu einem großen Tisch, zwei große Holztüren mit Supraporten (jeweils eine gemalt, eine geschnitzt), zwei kleine Einbauschränke unter den Fenstern, ein Neorenaissance-Buffetschrank mit reichen Schnitzereien, unterer Teil viertürig, Aufsatz zweitürig und hölzerner Raumteiler mit jeweils zwei Säulen mit korinthischen Kapitellen, auf Sockeln stehend, in Zwickeln barockisierendes Schleierwerk
      - (37): Buffetschrank, Unterteil vier Türen mit Aufsatz, zweitürig und ein Spiegel mit oberer floraler Verzierung des Rahmens
      - (38): drei Originalskulpturen, Sandstein, von Balthasar Permoser („November“, „Januar“ und „August“, im Sockelstein bezeichnet), gehören zum Zyklus der zwölf Monate
      - (39): zwei Originalskulpturen, Sandstein, sehr schadhaft, Balthasar Permoser, gehören zum Zyklus der zwölf Monate
      - (40): sieben Originalskulpturen, Sandstein, Balthasar Permoser, gehören zum Zyklus der zwölf Monate (Kopien stehen an Heinrichsburg)
      - (41): 13 große Terracotta-Pflanztöpfe, laut Aussage von Herrn Sachse angeblich 1880/90 von Fritz von Harck fürs Schloss gekauft
      - (42): Fayence-Fliesen, zu einer Wandfläche zusammengestellt, 18. Jahrhundert, Kombination von Fliesen aus mehreren regionalen Manufakturen, Sammlungscharakter, hoher kulturhistorischer Wert, von Fritz von Harck offenbar in Leipzig erworben und im Gartenpavillon des Schlosses Seußlitz anbringen lassen

  - Schlosskirche: an Südflügel des Schlosses anschließend, unter Verwendung ehemaliger Klosterkirche errichtet, 1724–26 durch George Bähr tiefgreifend umgebaut als Putzbau mit geradem Ostabschluss, Satteldach und Dachreiter mit geschwungener Haube, Restaurierungen 1909, 1987–93. Kirche war Jahrhunderte lang Begräbnisstätte, bereits zu Klosterzeiten viele Adlige begraben, später auch die von Pistoris beigesetzt und Familie Bünau in Gruft der Kirche. Zahlreiche adlige Grabdenkmäler alle früher in Kirche, ein Teil davon Anfang 20. Jahrhundert an Westseite des Friedhofs angebracht.
  - In Kirche verblieben:
    - Denkmal des Hermann von Pistoris d. Ä., verstorben 1622 (Westseite Vorhalle Kirche)
    - Denkmal des Johann Ludwig von Pistoris, verstorben 1692 (Nordwand Vorhalle in Kirche)
    - Denkmal der Frau Gedula von Pistoris, geb. Schütz, verstorben 1695 (Nordseite Vorhalle in Kirche)
    - Denkmal des Ernst Ludwig von Pistoris, verstorben 1680 (Nordseite der Vorhalle in Kirche)

  - Wirtschaftshof (Nummer 2, 3, 4, 5, 6, 7) mit ehemaligen Pferdeställen und Stallmeisterwohnung, Gebäude für die Weinpresse (so genanntes Presshaus), zwei ehemaligen Wirtschaftsgebäuden des Rittergutes, Torpfeiler
  - Kirchhof: östlich und nördlich der Kirche vom Schlosshof durch Mauer getrennt, mit wertvollen Sandstein-Grabmalen (13.–18. Jahrhundert), darunter:
    - Denkmal des Konrad von Schleinitz, verstorben 1288 (W-Wand des Friedhofs) (mit figürlicher Ritzzeichnung eines Mannes mit Schwert und Schild und drei Rosen derer von Schleinitz)
    - Denkmal des Johannes von Woldow, verstorben 1360 (W-Wand des Friedhofs)
    - Denkmal eines Herren von Schlieben (W-Wand des Friedhofs), oberer Teil der Sandsteinplatte mit Helm versehen, vom Schild nur untere Spitze erhalten. Auf dem Rand eingeritzt „Anno MCCCCVIII“.
    - Denkmal eines Herren von Pistoris (2. Hälfte 16. Jahrhundert) (W-Mauer des Friedhofs, früher hinter Altar der Kirche), rechteckige Sandsteinplatte, davor freistehend älterer Mann mit Vollbart, Hände abgebrochen, über Kopf des Mannes Kindengel, Hintergrund Burg, Berghang mit Schloss. Rechts unten Wappen derer von Pistoris. Vermutlich Grabmal des Dr. Simon v. Pistoris.
    - Denkmal des Hartmann von Pistoris, verstorben 1603 (W-Mauer des Friedhofs), Inschrift „Hier liegt begraben der edle gestrenge, ehrenwerte und hochgelehrte Herr Hartmann von Pistoris auf Seußlitz und Hirschstein, ein vornehmer Rat, welcher hier in Seußlitz in Gott verschieden, den 1. Marti, MDCIII, seines Alters LX Jahr und V Wochen, Gott eine fröhliche Auferstehung verleihe“.
    - Denkmal des Kaspar von Köckeritz, verstorben 1607 (W-Mauer des Friedhofs), Inschrift „Anno 1607, den 3. Marti, ist in Merschwitz in Gott selig entschlafen, Caspar von Köckeritz auf Bobersen, seines Alters 79 Jahr, dem Gott Gnade“.
    - Denkmal des Georg Wilhelm von Pistoris, verstorben 1643 (W-Mauer des Friedhofs), Inschrift besagt, dass selbiger Sohn des J. E. v. Pistoris erster Sohn, geboren den 5. August 1637, am 5. Marti 1643 im Alter von 5 Jahren verstorben ist
    - Denkmal der Frau Katharina von Pistoris, verstorben 1666 (W-Wand des Friedhofs), Inschrift besagt, dass selbige, Geb. von Köckeritz, aus dem Hause Lampertswalde, Frau des Ernst von Pistoris und Zunschwitz, kurfürstlicher Rat und Oberhofrichter zu Leipzig, im Jahr 1636 vermählt und 4 Söhne und 4 Töchter mit demselben gezeugt und im Jahre 1666 entschlief
    - Denkmal des Johann Schletgen, verstorben 1743 und dessen Frau Regina, verstorben 1743 (W-Mauer des Friedhofs), Inschrift besagt, dass dies das Grab der Eheleute J. u. R. Schletgenist, welche 1743 des Nachts zwischen dem 20. und 21. Juni allein in ihrem Bette, der Mann 74 Jahr, die Frau 75 Jahr von mörderischen Händen überfallen, erschlagen, geplündert und verbrannt sind. Die Diebe und Mordbrenner zündeten das Haus an was bis auf die Grundmauern abbrannte. Die Eheleute sind allhier beerdigt.
    - Denkmal des Adam Gasmann, verstorben 1744 und dessen Frau, verstorben 1762 (Friedhof), Inschrift besagt, dass A. H. Gasmann, Schenk- und Gastwirt allhier in Seußlitz 1692 geboren wurde. Er verehelichte sich 1716 mit Jungfrau Rosinen von Nickritz. Sie gebar 2 Söhne und 4 Töchter und wurde 1692 in Nickritz als Tochter des Bauern Stephan Gasmann und der Mutter Christine geboren.
    - bemerkenswert die zwei großen, reich verzierten, barocken Sandsteinsarkophage für Heinrich von Bünau, geb. v. Döring. Diese standen ursprünglich in der Gruft der Kirche und wurden im Zusammenhang mit Erneuerung der Heizungsanlage der Kirche dann nach außen verbracht. Seltenheitswert dieser prunkvollen Steinsärge für Sachsen, meist Holzsärge oder Schmucksärge aus Metall oder Kupfer für Beherbergung der Leichname gewählt. Eine der Särge an Kopf-, Fuß- und einer Längsseite verziert, anderer auf allen vier Seiten reichhaltig mit Wappen und Schildern verziert. Beide Verstorbene ursprünglich in einem schlichten Holzsarg in steinerne Prunksärge gelegt.
    - kleinerer Prunksarg, Inschrift auf oberer Platte: „Dieses Grabmal bewohnet bis zu seiner künftigen Auferstehung die Gebeine des Hochwohlgeborenen Herrn, Herrn Heinrich des Heil. R. Reichsgrafen von Bünau, Erblehn Gerichtsherr zu Seußlitz, Radewitz und Lehntzsch. Seine königliche Majestät in Polen und Churfürstl. Durchl. zu Sachsen hochangesehenen wirkl. Geheimen Rat, Canzler und Ober Steuereinnehmer des Geschlechts Ältesten. Welcher im Christi 1666, den 1. Januar, das Licht der Welt erblickte, nachdem er sein verdienstvolles Leben bis auf 80 Jahr gebracht. Im Jahr 1745 das Zeitliche mit dem Ewigen vergelte“.
    - größerer, prunkvoller Sarg, Inschrift auf Oberplatte: „Hier ruhet in Gott die Hochwohlgeborene Frau Augusta Helena von Bünau, geb. v. Döhring, eine einzige Tochter Herrn Hans August v. Döhring zu Dahlen und seiner Gemahlin Frau Helen v. Döhring. Sie war zu Dahlen am 11. Nov. nach Chr. Geb. 1705 und glücklich verheiratet an Herrn Graf Heinrich von Bünau. Dem hat sie 4 liebe Kinder geb., davon nur 3 überlebten als Heinrich, Günther und Julia Augusta. Ihren Eheherren, Eltern, und Schwiegereltern hat sie nie als durch ihren Tod betrübt, der seelig erfolgte am 4. Nov. 1728 zu Dresden. Ihr kurzes aber tugendhaftes Leben war 22 Jahre, 11 Monden und 25 Tage.“

  - barocke Gartenanlage (franz. Anlage): im 18. Jahrhundert unter Nutzung natürlicher Gegebenheiten angelegt, 1953 wieder hergestellt. südlich des Südflügels des Schlosses und südlich der Kirche Rasenparterre mit Sandsteinskulpturen der Vier Jahreszeiten
  - anschließend Bowlinggreen
  - Park: nach Osten an barocken Garten anschließend englische Anlage mit Teich, an dessen Südseite kleiner Pavillon mit Spitzbogenfenstern und hohem getrepptem Ziergiebel, vermutlich Ende 18. Jahrhundert (an der Mauer zur Forststraße).
  - Heinrichsburg: auf Bergsporn südlich des Schlosses gelegenes zweigeschossiges Gartenhaus, nach 1725 über mittelalterlicher Wehranlage erbaut, dreiachsig mit offenen Arkaden und Walmdach, Restaurierung 1955, davorgelegte doppelläufige Treppenanlage seitlich des barocken Terrassengartens mit Sandsteinskulpturen (Allegorien der Zwölf Monate, Kopien). Originale: Drei im Innenhof des Schlosses, zwei im Steinsaal und sieben im „Haus des Gastes“.
  - Luisenburg: als Pendant zu Heinrichsburg auf gegenüberliegendem Berghang gelegen, Mitte 18. Jahrhundert erbauter eingeschossiger Weinbergpavillon mit geschweiftem Walmdach, über Treppe im Weinberg mit südlich gelegener Schlossanlage verbunden.
  - Arkadenvorhalle: Orangerie zum Barockgarten geöffnet, mit Delfter Fayencefliesen an Wandflächen, 2. Viertel 18. Jahrhundert.
  - Einfriedung: zu großen Teilen umlaufende Trockenmauer aus Sandstein, Bruchstein, zum Teil verputzt, mit Portalsituation, Haupteingang aus vier gemauerten Pfeilern mit Vasenaufsätzen und drei schmiedeeisernen Gittern, direkt vor Schloss nochmals hohe Stützmauer mit Sandstein-Balustrade